# Комплекс сооружений магазинов (Нежин)
Комплекс сооружений магазинов — памятник архитектуры местного значения в Нежине. Сейчас здесь размещаются магазины. 

## История
Изначально объект был внесён в «список памятников архитектуры вновь выявленных» под названием Торговые ряды по адресу Московская дом № 3.
Приказом Министерства культуры и туризма от 21.12.2012 № 1566 присвоен статус памятник архитектуры местного значения с охранным № 10034-Чр под названием Комплекс сооружений магазинов.

## Описание
Дом построен в начале 20 века напротив перекрёстка Московской и Судейской улиц.
Каменный, одноэтажный, прямоугольный в плане дом, с скатной крышей. Фасад расчленяют пилястры, между которыми четырёхугольные большие оконные проёмы, завершается зубчатым карнизом. Украшен орнаментальной кирпичной кладкой. В чердачной крыше расположен люкарны арочной и прямоугольной форм с стрельчатыми элементами. Перепланирован внутри для текущих потребностей магазинов. Фасад дома частично закрыт наружной рекламой магазинов.